# 林风眠
林風眠（1900年11月22日—1991年8月12日），原名林鳳鳴，廣東梅縣西陽人，中國畫家暨教育家，中國近現代美術的啟蒙者和融合中西的中國現代繪畫開創者之一，與顏文樑、徐悲鴻和劉海粟並稱「四大校長」。1918年後赴法國巴黎高等美術學校留學，受當時流行的現代流派影響，如後印象主義和野獸主義等。1928年創立杭州國立藝術院（現為中國美術學院），任校長兼教授。擔任杭州國立藝術院院長期間，林風眠和方幹民與吳大羽同為著名的三位西畫系教授。

## 生平

### 童年时期
1900年11月22日，林风眠出生在广东梅县西阳白宫镇（现梅州市梅江区西阳镇）阁公岭村。当小名阿勤，取名绍琼，后改为绍群。祖父为石匠，以雕刻墓碑为生。父亲林雨农继承祖业，兼擅绘事。母亲阙亚带，农家出身。
1904年甲辰5岁入私塾读书，学名为凤鸣。遵父教临摹《芥子园画传》。
在其6岁时，林风眠母亲跟一位染布的青工私奔了后被抓回来。在村裡人往她身上浇油时的那天。年幼的林风眠，听说母亲要被烧死，便愤怒地拿起刀，冲出屋门大叫，说要杀了全族人！在林风眠的反抗下，族裡人最后商量着把母亲卖了。临卖前，他溜出去看她，母亲抱着他大哭了一顿，从此母子天各一方。后来，母亲在尼姑庵当佣人，临死前都未再见一面。
1907年丁未8岁入旧制初级小学读书。
1908年（清宣统元年）己酉10岁画《松鹤图》中堂，为乡中大姓购去。
1911年辛亥12岁入高级小学。
1912年（中华民国元年）壬子13岁高级小学继续读书。
1914年甲寅15岁，林风眠考取了省立梅州中学，在此期间，他和日后的好友林文铮、李金发等一起组织了一个“探骊诗社”。切磋诗艺，并任副社长，“事出乎沉思，义归乎翰藻”的《昭明文选》是他课余最爱读的书。对于绘画，他更为迷恋，当林风眠的亲戚从南洋带回来一些印有外文插图的小舶来品，那种色彩丰富、形象逼真的画风使得从小临摹惯了《芥子园画谱》的林风眠看到了另一个不同的艺术世界并心迷向往。当时，林风眠的绘画成绩深得绘图教师梁伯聪的赞赏，这位我们知之甚少的老先生发现林风眠形象记忆能力特强，图画过目不忘，并有着自己的理解和创造。梁老先生认为学生画得和自己一样好才能得100分，而却经常在林风眠的图画作业上打120分，对林风眠的欣赏由此可见。

### 赴法留学

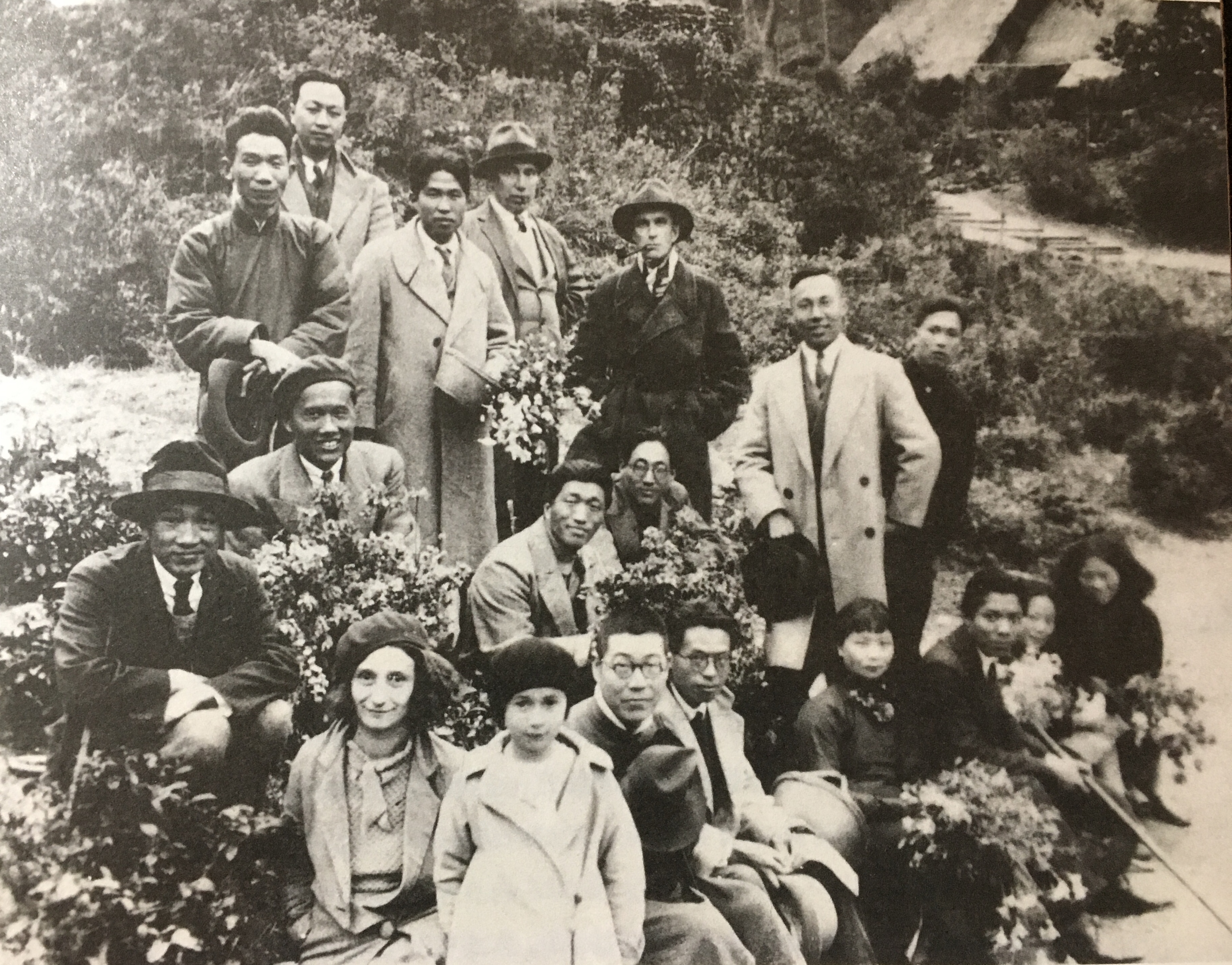
杭州藝專教師郊游合影 吳大羽（前排左五）、方幹民（後排右二）、林風眠夫婦與女兒（前排左一至左三）、潘天壽（前排左四）

1919年7月，中学刚毕业的林风眠收到了梅州中学的同窗好友林文铮从上海发来的信函，获知了留法勤工俭学的消息，遂告别父老前往上海和林文铮一同作为第六批留法勤工俭学的学生，前往法国留学。1921年，两人转入法国国立高等美术学院学习，9月又转入法國國立高等美術學院就读，并得以进入被时人誉为“最学院派的画家”柯尔蒙（Cormon）的工作室学习，并广泛接触各种艺术形式，以及当时欧洲艺术界认为的“东方艺术”。1923年春天，在同乡熊君锐的邀请下，林风眠与李金发、林文铮、黄士奇等开始为期近一年的德国游学，这次游学极大地影响了林风眠的早年艺术风格，他在游学中充分地接触了当时作为新艺术风格形式出现的表现主义、抽象主义等新绘画流派，创造了大量带有西方现代主义的个性风格特征的作品，如著名的《柏林咖啡》、《平静》、《唐又汉之决斗》等。
1924年初，林风眠与艾丽丝·冯·罗达（Elise Von Roda）结婚。
游学回法后，林风眠与友人成立了“福玻斯会”1924年二月，“福玻斯会”联合美术工学社发起成立了“中国古代和现代艺术展览会筹备委员会”，于5月21日在法国的斯特拉斯堡举办了“中国古代和现代艺术展览会”正式开幕，林风眠展出了共计42幅作品。此次展览会的特邀会长蔡元培对林风眠亦极为赏识。
1924年秋，林风眠夫人罗达分娩后不幸染上产褥热死去，而新生的婴儿也随即夭折，受到巨大打击的林风眠决心全身心投入艺术创作之中。1925年4月18日，林风眠再婚，与爱丽丝·法当（Alice Vattant)。1925年冬，受蔡元培之邀回国，任北平艺术专门学校校长。
特邀齐白石、法国画家克罗多（Claudot）来校讲学，希望博采众长。1927年5月11日，由林风眠发起并组织的“北京艺术大会”在北京国立艺专正式开幕，这是中国有史以来规模最大、品种最全的一次的艺术大展。然而民众缺乏热情使得大会最终流产。
艺术大会的失败使林风眠醒悟到必须首先使广大民众了解接受艺术，才能求得艺术的真正发展。1928年3月26日，时任大学院院长蔡元培创办了杭州国立艺术院（中国美术学院前身），聘任林风眠出任院长兼教授，潘天壽、方幹民、吳大羽等人擔任教授。林风眠又组织策划成立了“艺术运动社”，创办了相关的杂志《亚波罗》和《雅典娜》。然而不久后，“为艺术而艺术”和“为人生而艺术”两种观点的争论显示出林风眠的“平民艺术”与当时的中國政治形勢的矛盾。“西湖一八艺社”的分裂是林风眠艺术运动又一次失败的标志。
1937年，是日本侵华战争全面爆发。杭州国立艺术院向西南转移，并与北平艺专合并，身心俱疲的林风眠被免职离开，从此漸漸退出中國近代美術教育主流。此後他回歸畫家本位，開始創作屬於自己獨立意識的繪畫，并转向印象主义、野兽派、立体主义等西方现代艺术思潮，淡化了传统笔墨观念，试图用西方现代艺术运动的观念来切入中国绘画，其结果是必然性地脱离了“国画民族化”，被当时写实融合的官方主流艺术边缘化而失败。
1944年，杭州藝專奉教育部令與國立北平藝專合併，改稱國立藝術專科學校。次年，國立藝專創建西畫畫室制，由林風眠、方幹民、李超士和倪貽德主持。

1962年林風眠與顏文樑、豐子愷、賀天健、張充仁、張樂平觀摩交流畫作

1945年，參加重慶「現代繪畫聯展」，一起參加展覽的有丁衍庸、方幹民、關良、郁風、倪貽德、龐薰琹、趙無極等。林風眠展出作品《少女》、《百合花》等。
中华人民共和国时，曾任中国美术家协会上海分会副主席。

### 文革及晚年
文化大革命期间遭受打擊迫害，为自保，把自己珍藏的三千张画，亲手一张张泡到浴缸裡，站在上面踩烂。后因同鄉葉劍英（時任中共中央副主席）搭救，所以幸免。在1974年的批“黑画”运动期间，林风眠被打成仇视社会主义的“黑画家”。
1977年獲准出国探亲, 寄居於中僑國貨公司，賣畫為生，並重繪舊作，也展開《人生百態》組畫，分別為《戲如人生》、《勞作》、《尋求》、《孤獨》、《等待》、<捕>、<獲>、<逃>、<問>。
1979年后隱居香港太古城金枫阁13樓G室，繼續创作。
1989年林風眠執筆再畫《痛苦》，這是舊作重畫，但具有表現主義風格。
1991年8月12日于香港逝世。骨灰安葬于柴湾歌连臣角火葬场慎终堂，穴位编号：B5/S10259，2013年1月遷移至上海市青浦區夏陽街道楓涇村的人文紀念公園的枕霞園。
當今畫家趙無極、朱德群、吳冠中、趙春翔、席德進等，許多杭州藝專早期畢業的傑出校友，都是他的學生。

## 評價
「從一個封閉圈開始解體到多元的發展，就是我們稱之為現代繪畫史的開端，其中湧現了不少富有才華的超群出眾的藝術家和教育家，徐悲鴻、劉海粟、林風眠、顏文樑等一代風流的影響也是由此開始的。他們對現代繪畫發展有著舉足輕重的作用，他們的藝術實踐的意義是深遠的，這種意義不只是他們本身在給繪畫藝術上的建樹和貢獻，更主要的是他們開拓了一個新的藝術天地，啟發了無數後來者的探索精神。」（張少俠、李小山《中國現代繪畫史》）
劉鉞在《左杭州、右巴黎—西湖畫派六人集論》一書中將林風眠、吳大羽、方幹民、趙無極、朱德群和吳冠中六人作為一個畫派 —「西湖畫派」。據書中記載，莊華嶽先生回憶道，當年杭州國立藝專的教授中，林風眠、吳大羽、方幹民是最有才氣的三位，他們三人都是留學法國，林風眠與吳大羽多繼承了表現主義的藝術觀，而方幹民帶回的則是立體主義的。
水天中評論說，以林風眠、方幹民、吳大羽、林文錚等人為代表的國立藝專教授們留給中國藝壇最重要的並不是藝術模式的確立，而是現代主義藝術觀念的合法化。
廣西美術出版社出版的《歷史、藝術與人》的《國立藝術院畫家集群的歷史命運》一文中，水天中總結說：「無論是對於林風眠、對於吳大羽、對於林文錚、或者對於方幹民的不幸，都不能只歸罪於極左的政治路線。這裡存在著一些深刻和嚴酷的有關人性共同弱點的問題。當然不是指這幾位藝術家的人性弱點，而是這幾位藝術家的同時代人，首先是與他們同時代的美術界的人們的人性弱點問題。只要想想當年的各種運動各種會議，想想當年的報紙和《美術》雜誌……我們就應該冷靜和嚴肅地反思，人們在自己的活動中，究竟助長了什麼和壓制了什麼。」
2017年6月，廣東美術百年大展學術委員會公佈了特別評選出的廣東百年美術史上的21位廣東美術大家，其中包括林風眠、李鐵夫、羅工柳、高劍父、何香凝、陳樹人、高奇峰、趙少昂、關山月等。

## 學生
- 席德進
- 木心
- 吳冠中
- 蘇天賜

## 外部連結
- .   [2009-08-12]. （原始内容存档于2009-04-16）.
- .   [2009-08-12]. （原始内容存档于2011-07-18）.
- . 中华美术网.   [2009-08-12]. （原始内容存档于2009-08-30）.
- 北川. . 拙风文化网.   [2009-08-12]. （原始内容存档于2019-06-08）.
- .   [2009-08-12]. （原始内容存档于2011-07-07）.
- .   [2009-08-12]. （原始内容存档于2009-08-30）.
- 香港藝術館明起展出林風眠水墨作品 （页面存档备份，存于）
- 睿芙奧藝術集團藝術家簡歷 - 林風眠
- 2011年列名世界拍賣收入記錄第22名的中國畫家林風眠 Lin Fengmian 林风眠的名畫作品.[永久]
- 2011年列名世界拍賣收入記錄前30名的中國畫家名單已公佈 - 第22名為林風眠 Lin Fengmian 林风眠